# 시마가하라촌
시마가하라촌(島ヶ原村)은 미에현 아야마군에 설치되었던 촌이다. 2004년 11월 1일에 우에노시, 아야마군 아야마정, 이가정, 오야마다촌, 나가군 아오야마정과 합병해 이가시가 되었기 때문에 소멸했다. 

## 지리
기즈 강 중류에 위치하고 북쪽으로는 시가 현, 서쪽으로는 교토 부와 접하고 있었다.

## 역사
- 1889년 4월 1일 - 정촌제 시행으로 근세 이래의 아하이군 사마가하라촌이 단독으로 자치체를 형성하였다.
- 2004년 11월 1일 - 우에노시, 아야마군 아야마정, 이가정, 오야마다촌, 나가군 아오야마정과 합병해 이가시가 되었다. 동일 이가정은 폐지되었다.

## 교통

### 철도
- 서일본 여객철도
  - 간사이 본선

### 도로
- 국도 제163호선 (일본)(일본어판)